# Julien Tomas
Pour les articles homonymes, voir Tomas.

a Compétitions nationales et continentales officielles uniquement.

b Matchs officiels uniquement.
Dernière mise à jour le 8 mai 2019.
Julien Tomas, né le 21 avril 1985 à Montpellier (Hérault), est un joueur de rugby à XV international français qui évolue au poste de demi de mêlée au sein de l'effectif du Montpellier HR. Il est le frère du rugbyman Adrien Tomas, qui joue également au poste de demi de mêlée.

## Carrière

### En club
Il joue depuis les cadets avec Louis Picamoles et pour l'anecdote à l'époque il occupait le poste de talonneur et Picamoles jouait au centre. Il joue demi de mêlée depuis qu'il est en junior.

### En sélection nationale
Il dispute son premier match en équipe de France le 9 mars 2008 contre l'équipe d'Italie, à la suite de la prise de fonction du sélectionneur Marc Lièvremont et ses adjoints Émile Ntamack et Didier Retière.

### Avec les Barbarians
En juin 2008, il est invité avec les Barbarians français pour jouer un match contre le Canada à Victoria. Les Baa-Baas l'emportent 17 à 7.
En mars 2009, il joue de nouveau avec les Barbarians français pour un match contre le XV du président, sélection de joueurs étrangers évoluant en France, au Stade Ernest-Wallon à Toulouse. Les Baa-Baas s'inclinent 26 à 33.

## Palmarès

### En équipe nationale
- Trois sélections en équipe de France
- Sélections par année : deux en 2008, une en 2011
- Tournois des Six Nations disputés : 2008
- Équipe de France -21 ans : champion du monde en 2006 en France (à la suite de la blessure de Sébastien Tillous-Borde, deux sélections) et participation au championnat du monde 2005 en Argentine (5 sélections)
- Équipe de France -18 ans : une sélection en 2003 (Pays de Galles)
- Barbarian français en 2008 (Canada).

### En club
- Champion de France 2014-2015 avec le Stade Français.
- Vice-champion de France en 2010-2011 avec le Montpellier Hérault rugby.
- Vice Champion de France 2013-2014 avec le Castres Olympique